# Pallacanestro Cantù 2011-2012
Questa voce raccoglie le informazioni riguardanti la Pallacanestro Cantù nelle competizioni ufficiali della stagione 2011-2012.

## Stagione
La Pallacanestro Cantù 2011-2012, sponsorizzata Bennet, prende parte per la 55ª volta al campionato professionistico italiano di pallacanestro di Serie A e all'Eurolega.
Per la composizione del roster si decise di confermare la scelta della formula con 6 giocatori stranieri (2 non comunitari FIBA e 4 comunitari).
L'esordio in gare ufficiali avviene il 1º ottobre, in occasione della Supercoppa italiana 2011, perdendo la sfida contro la Mens Sana Siena, mentre l'esordio in campionato avviene il 9 ottobre con una vittoria in trasferta contro la Vanoli Basket.
Chiude il girone di andata con 20 punti (10 vittorie e 6 sconfitte), a pari merito con Vuelle Pesaro, Olimpia Milano e Virtus Bologna, classificandosi al 3º posto. Questo piazzamento le consente di qualificarsi alle Final Eight di Coppa Italia, dove raggiunge la finale perdendo contro la Mens Sana Siena. Il 3º posto in classifica, con 42 punti (21 vittorie e 11 sconfitte), viene confermato anche al termine della stagione regolare garantendosi la partecipazione ai play-off
Al primo turno si ritrova contro la Vuelle Pesaro: in gara-1, giocata in casa vince 78-72; in gara2, giocata sempre in casa, vince nettamente per 74-47; la serie si trasferisce, quindi, a Pesaro: anche qui la squadra di casa riesce a sfruttare al meglio il fattore campo, infatti vince per 91-78 gara-3 e per 80-68 gara-4; per gara-5 si ritorna al Pianella dove la squadra ospite fa saltare il fattore campo vincendo la partita per 78-69.
In Eurolega, nonostante nel girone di Regular season sia in quinta fascia, riesce a classificarsi terza guadagnandosi così il passaggio al turno successivo, le Top 16 dove però viene eliminata.

## Roster

### Staff tecnico e dirigenziale
- Allenatore: Andrea Trinchieri
- Vice-allenatore: Emanuele Molin
- Assistente: Nicola Brienza
- Assistente: Federico Perego
- Preparatore Atletico: Roberto Bianchi
- Medico: Ezio Giani
- Medico: Marco Camagni
- Medico: Federico Casamassima
- Fisioterapista: Andrea Lanzi
- Fisioterapista: Christian Bianchi

- Presidente: Anna Cremascoli
- Vicepresidente: Luca Orthmann
- Amministratore Delegato: Luca Orthmann
- Direttore Sportivo: Bruno Arrigoni
- Team Manager: Daniele Della Fiori
- Responsabile eventi: Cinzia Lauro
- Resp.le marketing: Matteo Allevi
- Addetto stampa: Luca Rossini
- Segreteria: Lorena Broggi
- Resp.le sito Internet: Luca Rossini
- Resp.le statistiche Lega: Guido Corti
- Resp.le Settore Giovanile: Antonio Munafò
- Resp.le Tecnico Sett. Giovanile:	Gianni Lambruschi

## Mercato

### Sessione estiva
| Acquisti | Acquisti            | Acquisti            | Acquisti   |
| R.       | Nome                | da                  | Modalità   |
| -------- | ------------------- | ------------------- | ---------- |
| ALL      | Emanuele Molin      | Real Madrid         | definitivo |
| GA       | David Lighty        | Ohio State Buckeyes | definitivo |
| C        | Arcëm Parachoŭski   | VEF Rīga            | definitivo |
| P        | Andrea Cinciarini   | Sutor Montegranaro  | definitivo |
| G        | Gianluca Basile     | Barcellona          | definitivo |
| PG       | Federico Bolzonella | U.C. Piacentina     | definitivo |

| Cessioni | Cessioni        | Cessioni           | Cessioni      |
| R.       | Nome            | a                  | Modalità      |
| -------- | --------------- | ------------------ | ------------- |
| AP       | Michele Mian    |                    | ritirato      |
| AG       | Arminas Urbutis | Rūdupis Prienai    | fine contrato |
| P        | Jonathan Tabu   | Vanoli Cremona     | prestito      |
| AG       | Giacomo Maspero | Sangiorgese Basket | prestito      |
| P        | Mike Green      | Barcellona         | fine contrato |
| A        | Edmunds Dukulis | Liepājas lauvas    | rescissione   |

## Risultati

### Campionato

#### Regular season

##### Girone di andata
| Cremona 9 ottobre 2011, ore 18:15 UTC+1 1ª giornata | Vanoli Braga Cremona | 60 – 72 (8-22, 29-40, 47-62) referto | Bennet Cantù | Palasport Mario Radi |

| Arbitri: | Begnis (Crema) Ramilli (Forlì) Vicino (Argelato) |

|                                      |            |                                        |
| Leunen 14 Micov 12 Ortner, Basile 12 | Punti      | 22 D. Diener 12 T. Diener 8 Met'reveli |
| Leunen 5                             | Assist     | 3 D. Diener                            |
| Micov, Ortner 11                     | Rimbalzi   | 8 D. Diener                            |
| Andrea Trinchieri                    | Allenatori | Meo Sacchetti                          |

| Arbitri: | Cerebuch (Trieste) Lanzarini (Bologna) Bettini (Bologna) |

|                                       |            |                              |
| Bowers 20 Szewczyk 16 Clark, Young 14 | Punti      | 19 Basile 12 Micov 12 Šćekić |
| Clark 3                               | Assist     | 4 Micov                      |
| Szewczyk 10                           | Rimbalzi   | 7 Šćekić                     |
| Andrea Mazzon                         | Allenatori | Andrea Trinchieri            |

| Cucciago 29 ottobre 2011, ore 17:50 UTC+1 4ª giornata | Bennet Cantù | 66 – 71 (23-10, 37-27, 50-47) referto | Scavolini Siviglia Pesaro | Palasport Pianella |

| Villorba 6 novembre 2011, ore 20:30 UTC+1 5ª giornata | Benetton Treviso | 72 – 55 (20-19, 33-25, 57-42) referto | Bennet Cantù | PalaVerde |

| Cucciago 13 novembre 2011, ore 18:15 UTC+1 6ª giornata | Bennet Cantù | 90 – 55 (23-12, 40-28, 61-38) referto | Sidigas Avellino | Palasport Pianella |

| Cucciago 20 novembre 2011, ore 18:15 UTC+1 7ª giornata | Bennet Cantù | 86 – 75 (22-21, 39-41, 62-54) referto | Otto Caserta | Palasport Pianella |

| Roma 27 novembre 2011, ore 18:15 UTC+1 8ª giornata | Acea Roma | 91 – 74 (18-17, 45-31, 62-41) referto | Bennet Cantù | PalaTiziano |

| Arbitri: | Paternicò (Piazza Armerina) Taurino (Vignola) Caiazza (Arzano) |

|                                  |            |                                        |
| Andersen 23 Zīsīs 18 McCalebb 14 | Punti      | 19 Basile 10 Marconato 9 Mark'oishvili |
| Zīsīs 4                          | Assist     | 4 Leunen                               |
| Andersen, Aradori 4              | Rimbalzi   | 13 Leunen                              |
| Simone Pianigiani                | Allenatori | Andrea Trinchieri                      |

| Cucciago 11 dicembre 2011, ore 18:15 UTC+1 10ª giornata | Bennet Cantù | 84 – 76 (20-18, 39-26, 62-46) referto | Banca Tercas Teramo | Palasport Pianella |

| Casale Monferrato 18 dicembre 2011, ore 18:15 UTC+1 11ª giornata | Novipiù Casale Monferrato | 69 – 65 (20-8, 30-29, 42-48) referto | Bennet Cantù | PalaFerraris |

| Cucciago 26 dicembre 2011, ore 17:30 UTC+1 12ª giornata | Bennet Cantù | 79 – 54 (27-12, 43-19, 59-36) referto | EA7 Emporio Armani Milano | Palasport Pianella |

| Varese 30 dicembre 2011, ore 20:30 UTC+1 13ª giornata | Cimberio Varese | 67 – 83 (20-17, 33-39, 52-62) referto | Bennet Cantù | PalaWhirlpool |

| 3 gennaio 2012, ore 18:15 UTC+1 14ª giornata | Bennet Cantù | – | riposo |  |

| Cucciago 8 gennaio 2012, ore 18:15 UTC+1 15ª giornata | Bennet Cantù | 66 – 61 (16-21, 32-34, 51-45) referto | Angelico Biella | Palasport Pianella |

| Ancona 11 gennaio 2012, ore 20:30 UTC+1 16ª giornata | Fabi Shoes Montegranaro | 89 – 73 (13-13, 41-30, 69-48) referto | Bennet Cantù | PalaRossini |

| Arbitri: | Sahin (Messina) Begnis (Crema) Barni (Conegliano) |

|                                 |            |                                        |
| Leunen 17 Shermadini 14 Micov 9 | Punti      | 15 Gigli 15 Douglas-Roberts 14 Koponen |
| Mazzarino 5                     | Assist     | 3 Koponen, Poeta                       |
| Shermadini 7                    | Rimbalzi   | 8 Sanik'idze                           |
| Andrea Trinchieri               | Allenatori | Alessandro Finelli                     |

##### Girone di ritorno
| Cucciago 22 gennaio 2012, ore 18:15 UTC+1 1ª giornata | Bennet Cantù | 87 – 73 (17-12, 44-28, 66-47) referto | Vanoli Braga Cremona | Palasport Pianella |

| Arbitri: | Chiari (Ponzano Veneto) Pozzana (Udine) Aronne (Viterbo) |

|                                     |            |                                             |
| Hosley 22 D. Diener 20 T. Diener 14 | Punti      | 21 Micov 12 Brunner 7 Mark'oishvili, Leunen |
| T. Diener 3                         | Assist     | 3 Basile, Leunen, Micov                     |
| Easley 8                            | Rimbalzi   | 7 Micov                                     |
| Meo Sacchetti                       | Allenatori | Andrea Trinchieri                           |

| Arbitri: | Mattioli (Pesaro) Seghetti (Livorno) Vicino (Argelato) |

|                                         |            |                                |
| Mark'oishvili 22 Micov 12 Shermadini 10 | Punti      | 33 Clark 12 Bowers 11 Rosselli |
| Micov 5                                 | Assist     | 3 Bowers, Rosselli, Young      |
| Micov 7                                 | Rimbalzi   | 8 Fantoni                      |
| Andrea Trinchieri                       | Allenatori | Andrea Mazzon                  |

| Pesaro 21 marzo 2012, ore 18:15 UTC+1 4ª giornata (Gara inizialmente prevista per il 12 febbraio) | Scavolini Siviglia Pesaro | 72 – 69 (17-12, 36-26, 51-46) referto | Bennet Cantù | Adriatic Arena |

| Cucciago 26 febbraio 2012, ore 18:15 UTC+1 5ª giornata | Bennet Cantù | 79 – 67 (22-14, 41-35, 58-48) referto | Benetton Treviso | Palasport Pianella |

| Avellino 4 marzo 2012, ore 18:15 UTC+1 6ª giornata | Sidigas Avellino | 63 – 72 (16-12, 33-34, 49-51) referto | Bennet Cantù | Palasport Giacomo Del Mauro |

| Caserta 7 marzo 2012, ore 20:30 UTC+1 7ª giornata | Otto Caserta | 58 – 75 (18-15, 24-32, 39-52) referto | Bennet Cantù | PalaMaggiò |

| Cucciago 17 marzo 2012, ore 16:10 UTC+1 8ª giornata | Bennet Cantù | 73 – 72 (22-20, 41-34, 58-51) referto | Acea Roma | Palasport Pianella |

| Arbitri: | Paternicò (Piazza Armerina) Chiari (Ponzano Veneto) Giansanti (Roma) |

|                                         |            |                                                     |
| Basile 20 Leunen 18 Perkins, Brunner 15 | Punti      | 21 K. Lavrinovič 19 McCalebb 15 Andersen, Rakočević |
| Basile 4                                | Assist     | 11 McCalebb                                         |
| Perkins 11                              | Rimbalzi   | 5 Lavrinovič                                        |
| Andrea Trinchieri                       | Allenatori | Simone Pianigiani                                   |

| Teramo 31 marzo 2012, ore 16:10 UTC+1 10ª giornata | Banca Tercas Teramo | 69 – 74 (20-16, 35-33, 45-49) referto | Bennet Cantù | PalaScapriano |

| Cucciago 6 aprile 2012, ore 20:30 UTC+1 11ª giornata | Bennet Cantù | 70 – 55 (11-12, 30-27, 44-43) referto | Novipiù Casale Monferrato | Palasport Pianella |

| Assago 15 aprile 2012, ore 20:30 UTC+1 12ª giornata | EA7 Emporio Armani Milano | 72 – 64 (9-11, 38-26, 58-47) referto | Bennet Cantù | Mediolanum Forum |

| Cucciago 22 aprile 2012, ore 21:00 UTC+1 13ª giornata | Bennet Cantù | 76 – 66 (17-20, 36-34, 60-46) referto | Cimberio Varese | Palasport Pianella |

| 25 aprile 2012, ore 18:15 UTC+1 14ª giornata | Bennet Cantù | – | riposo |  |

| Biella 29 aprile 2012, ore 18:15 UTC+1 15ª giornata | Angelico Biella | 76 – 77 (22-16, 39-43, 60-61) referto | Bennet Cantù | Palacoop |

| Cucciago 2 maggio 2012, ore 20:30 UTC+1 16ª giornata | Bennet Cantù | 81 – 63 (21-17, 45-28, 66-39) referto | Fabi Shoes Montegranaro | Palasport Pianella |

| Arbitri: | Paternicò (Piazza Armerina) Lo Guzzo (Pisa) Ramilli (Forlì) |

|                                                                |            |                                                  |
| P. Koponen 16 C. Douglas-Roberts 16 G. Poeta, V. Sanik'idze 11 | Punti      | 12 M. Mark'oishvili 12 G. Basile 10 D. Marconato |
| P. Koponen, G. Poeta 2                                         | Assist     | 3 M. Mark'oishvili, A. Cinciarini                |
| V. Sanik'idze 12                                               | Rimbalzi   | 8 D. Perkins                                     |
| Alessandro Finelli                                             | Allenatori | Andrea Trinchieri                                |

#### Play-off
I Quarti di finale si giocano al meglio delle 5 partite. La squadra con il miglior piazzamento in classifica al termine della stagione regolare gioca in casa gara-1, gara-2 e l'eventuale gara-5.
|   | Quarti di finale | G1 | G2 | G3 | G4 | G5 |
| - | ---------------- | -- | -- | -- | -- | -- |
| 3 | Pall. Cantù      | 78 | 74 | 78 | 68 | 69 |
| 6 | V.L. Pesaro      | 72 | 47 | 91 | 80 | 78 |

##### Quarti di finale
| Arbitri: | Guerrino Cerebuch Mauro Pozzana Massimiliano Filippini |

|                  |          |             |
| Mark'oishvili 20 | Punti    | 20 Hackett  |
| Leunen 5         | Assist   | 4 Cavaliero |
| Perkins 9        | Rimbalzi | 6 Cavaliero |

| Arbitri: | Tolga Sahin Paolo Taurino Gabriele Bettini |

|                     |          |                  |
| Perkins, Leunen 13  | Punti    | 18 Hickman       |
| Leunen, Mazzarino 5 | Assist   | 2 White, Urbutis |
| quattro giocatori 6 | Rimbalzi | 7 Lydeka         |

| Arbitri: | Fabio Facchini Carmelo Paternicò Saverio Lanzarini |

|           |          |                 |
| Jones 22  | Punti    | 18 Brunner      |
| Hickman 4 | Assist   | 3 Mark'oishvili |
| Jones 8   | Rimbalzi | 8 Brunner       |

| Arbitri: | Enrico Sabetta Roberto Chiari Dino Seghetti |

|                         |          |                          |
| Hickman 20              | Punti    | 11 Basile, Mark'oishvili |
| Cavaliero, Hickman 5    | Assist   | 2 Perkins                |
| Cusin, Hickman, Jones 5 | Rimbalzi | 6 Marconato              |

| Arbitri: | Fabio Facchini Paolo Taurino Luca Weidmann |

|                           |          |                      |
| Mark'oishvili 15          | Punti    | 21 White             |
| Basile, Leunen, Perkins 3 | Assist   | 5 Cavaliero, Hickman |
| Leunen 11                 | Rimbalzi | 10 White             |

### Eurolega
Il sorteggio per la definizione della fase a gironi si è svolto il 7 luglio 2011.
La prima fase della competizione si è svolta dal 17 ottobre al 21 dicembre 2011 e la Pall. Cantù è stata sorteggiata nel girone A così composto:
- Olympiakos
- Saski Baskonia
- Fenerbahçe

- Bilbao Berri
- Pall. Cantù
- Nancy

Le prime quattro classificate accedono alla seconda fase: le Top 16.
La squadra di coach Trinchieri si è classificata al 3º posto accedendo così alla fase successiva, anch'essa a gironi, che si è svolta dal 18 gennaio al 1º marzo 2012. La compagine canturina è stata inserita nel Girone H composto da:
- Barcellona
- Maccabi Tel Aviv
- Žalgiris Kaunas
- Pall. Cantù

Le prime due classificate accedono ai quarti di finale
La Pall. Cantù si è classificata al 3º posto venendo così eliminata.

#### Regular season
| Arbitri: | Saša Pukl Borys Ryžyk Óscar Perea |

|                                  |            |                                  |
| Cinciarini 15 Micov 14 Šćekić 11 | Punti      | 20 Akingbala 13 Moerman 13 Batum |
| Basile 6                         | Assist     | 8 Batum                          |
| Leunen, Shermadini 6             | Rimbalzi   | 7 Akingbala, Batum               |
| Andrea Trinchieri                | Allenatori | Jean-Luc Monschau                |

| Arbitri: | Christos Christodoulou Jakub Zamojski Zdravko Rutešić |

|                                             |            |                                           |
| M. Teletović 22 M. Bjelica 17 T. Heurtel 11 | Punti      | 14 V. Micov 13 M. Šćekić 11 G. Shermadini |
| P. Prigioni, N. Bjelica 4                   | Assist     | 5 V. Micov                                |
| K. Séraphin, F. San Emeterio 7              | Rimbalzi   | 5 D. Marconato, G. Shermadini             |
| Duško Ivanović                              | Allenatori | Andrea Trinchieri                         |

| Arbitri: | Recep Ankaralı Matej Boltauzer Nicolas Maestre |

|                                          |            |                               |
| Shermadini 16 Leunen 14 Mark'oishvili 12 | Punti      | 20 Mumbrú 19 Banić 10 Fischer |
| Cinciarini 6                             | Assist     | 5 López                       |
| Shermadini 6                             | Rimbalzi   | 5 Hervelle                    |
| Andrea Trinchieri                        | Allenatori | Fōtīs Katsikarīs              |

| Desio 9 novembre 2011, ore 20:45 UTC+1 4ª giornata | Bennet Cantù | 64 – 63 (12-16, 31-34, 45-49) referto | Olympiakos | PalaDesio |

| Istanbul 16 novembre 2011, ore 20:15 UTC+2 5ª giornata | Fenerbahçe Ülker | 85 – 83 (d.1t.s.) (17-19, 32-35, 56-52, 73-73) referto | Bennet Cantù | Sinan Erdem Dome |

| Nancy 24 novembre 2011, ore 20:45 UTC+1 6ª giornata | SLUC Nancy | 76 – 75 (16-20, 45-33, 56-62) referto | Bennet Cantù | Palais de Sports Jean Weille |

| Desio 1º dicembre 2011, ore 20:45 UTC+1 7ª giornata | Bennet Cantù | 71 – 68 (12-21, 35-30, 52-36) referto | Caja Laboral | PalaDesio |

| Bilbao 7 dicembre 2011, ore 20:30 UTC+1 8ª giornata | Gescrap Bilbao Basket | 64 – 67 (14-17, 27-40, 47-54) referto | Bennet Cantù | Bilbao Arena |

| Il Pireo 15 dicembre 2011, ore 21:00 UTC+2 9ª giornata | Olympiakos | 86 – 61 (18-12, 38-29, 63-44) referto | Bennet Cantù | Peace and Friendship Stadium |

| Desio 22 dicembre 2011, ore 20:00 UTC+1 10ª giornata | Bennet Cantù | 76 – 83 (16-17, 31-31, 55-55) referto | Fenerbahçe Ülker | PalaDesio |

#### Top 16
| Barcellona 19 gennaio 2012, ore 20:45 UTC+1 1ª giornata | Barcellona | 65 – 60 (15-18, 28-30, 49-49) referto | Bennet Cantù | Palau Blaugrana |

| Desio 25 gennaio 2012, ore 20:45 UTC+1 2ª giornata | Bennet Cantù | 79 – 78 (21-17, 32-36, 49-59) referto | Žalgiris Kaunas | PalaDesio |

| Desio 2 febbraio 2012, ore 20:45 UTC+1 3ª giornata | Bennet Cantù | 82 – 74 (23-20, 49-44, 66-60) referto | Maccabi Tel Aviv | PalaDesio |

| Tel Aviv 9 febbraio 2012, ore 21:05 UTC+2 4ª giornata | Maccabi Tel Aviv | 75 – 60 (17-14, 39-41, 62-46) referto | Bennet Cantù | Nokia Arena |

| Desio 23 febbraio 2012, ore 20:45 UTC+1 5ª giornata | Bennet Cantù | 62 – 63 (18-18, 33-35, 50-52) referto | Barcellona | PalaDesio |

| Kaunas 29 febbraio 2012, ore 20:45 UTC+2 6ª giornata | Žalgiris Kaunas | 71 – 77 (23-18, 35-39, 50-50) referto | Bennet Cantù | Žalgirio Arena |

### Coppa Italia
Le Final Eight di Coppa Italia si sono tenute dal 16 al 19 febbraio al Palaolimpico di Torino e hanno visto la vittoria per la quarta volta consecutiva della Mens Sana Siena.
| Arbitri: | Gianluca Mattioli Saverio Lanzarini Gabriele Bettini |

|                                |          |          |
| Mark'oishvili 22               | Punti    | 24 Green |
| Perkins 6                      | Assist   | 5 Green  |
| Brunner, Perkins, Shermadini 5 | Rimbalzi | 8 Green  |

| Arbitri: | Luigi Lamonica Tolga Sahin Luciano Tola |

|           |          |               |
| Jones 20  | Punti    | 18 Shermadini |
| Hackett 3 | Assist   | 6 Micov       |
| Jones 10  | Rimbalzi | 7 Micov       |

| Arbitri: | Giampaolo Cicoria Roberto Chiari Paolo Taurino |

| |            | |
| Andersen 23 | Punti      | 15 Basile |
| McCalebb, Moss 4 | Assist     | 5 Basile |
| Stonerook 6 | Rimbalzi   | 5 Brunner |
| 4 McCalebb 7 Andersen 11 Thornton 20 Stonerook 34 Moss 6 Zīsīs 9 Carraretto 12 Lavrinovič 14 Ress 15 Michelori 18 Lechthaler 21 Aradori | Formazioni | 5 Micov 10 Leunen 11 Marconato 20 Cinciarini 55 Basile 9 Mark'oishvili 12 Mazzarino 13 Perkins 17 Diviach 19 Shermadini 21 Bolzonella 25 Brunner |
| Simone Pianigiani | Allenatori | Andrea Trinchieri |

### Supercoppa italiana
La Supercoppa italiana si è svolta il 1º ottobre 2011 al Pala Credito di Romagna di Forlì ed ha visto la vittoria della Mens Sana Siena per la sesta volta, la quinta consecutiva.
| Arbitri: | Cerebuch (Trieste) Facchini (Massa Lombarda) Sardella (Rimini) |

| |            | |
| Lavrinovič 25 McCalebb 13 Kaukėnas 10                                                                                                   | Punti      | 13 Micov 12 Mazzarino 10 Šćekić |
| McCalebb 5 | Assist     | 2 cinque giocatori |
| Lavrinovič 8 | Rimbalzi   | 8 Ortner |
| 4 McCalebb 15 Michelori 20 Stonerook 21 Aradori 35 Summers 6 Zīsīs 9 Carraretto 12 Lavrinovič 13 Kaukėnas 14 Ress 18 Lechthaler 34 Moss | Formazioni | 5 Micov 10 Leunen 11 Marconato 12 Mazzarino 20 Cinciarini 4 Lighty 7 Šćekić 8 Ortner 9 Mark'oishvili 13 Abass 17 Diviach 55 Basile |
| Simone Pianigiani | Allenatori | Andrea Trinchieri |